# Herbert Zech (Mediziner)

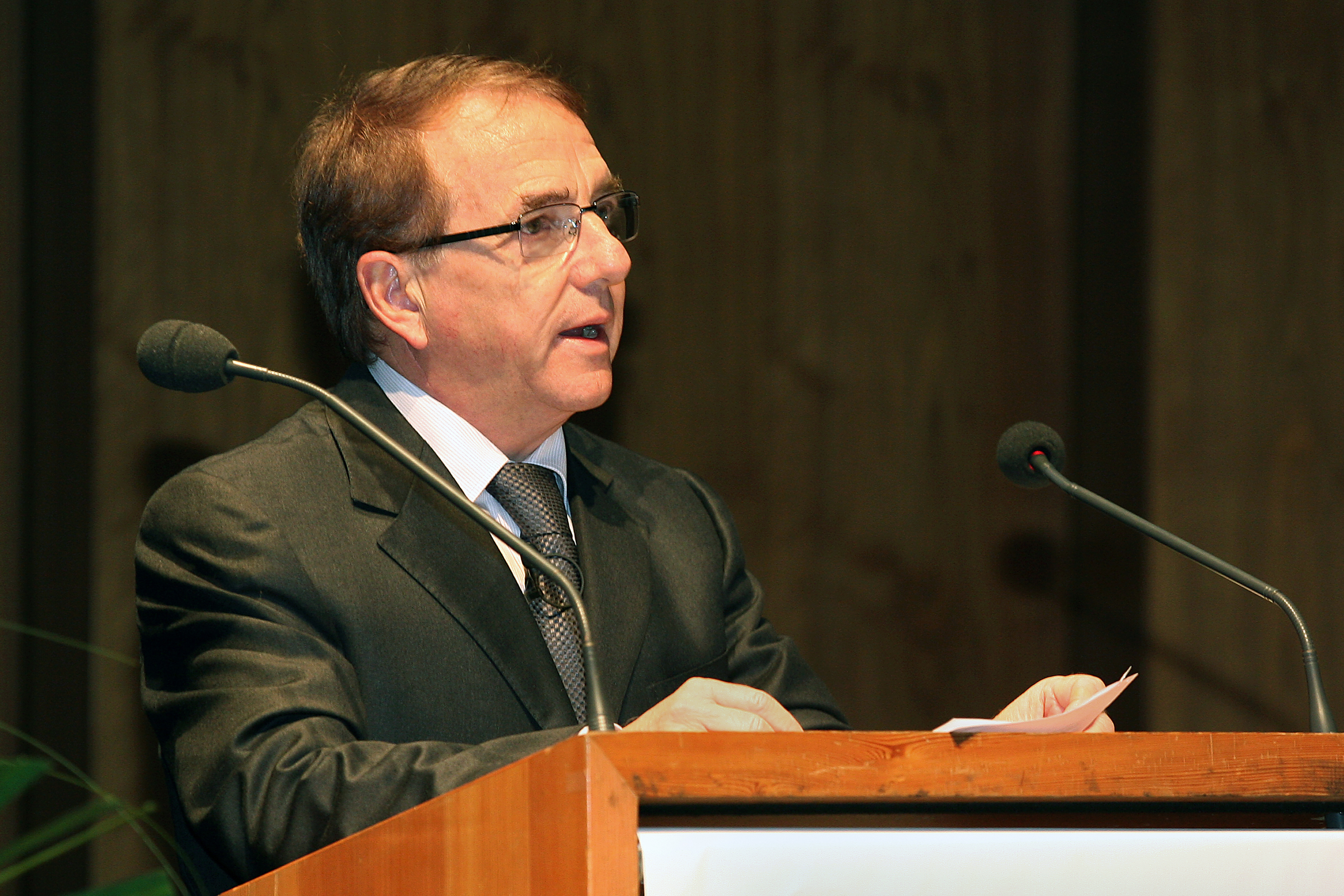
Herbert Zech als Redner

Herbert Zech (* 9. November 1948 in Nenzing, Österreich) ist ein österreichischer Gynäkologe mit dem Spezialgebiet der Reproduktionsmedizin und In-vitro-Fertilisation (IVF).

## Wirken
Von 1979 bis 1981 war Herbert Zech Universitäts-Assistent/Oberarzt an der Universitäts-Frauenklinik Graz, danach wirkte er als Oberarzt an der Universitäts-Frauenklinik Innsbruck. Im Jahr 1986 kamen in Innsbruck die ersten Drillinge Österreichs nach Kinderwunsch-Behandlung mit Hilfe der In-vitro Fertilisation durch Herbert Zech auf die Welt. 1988 konnte er in Moskau die erste Schwangerschaft nach künstlicher Befruchtung der damaligen UdSSR erreichen. Das erste sowjetische Retorten-Baby „Katja“ erblickte in der 2. Moskauer Frauenklinik das Licht der Welt.
Sein Wirken als Reproduktionsmediziner im österreichischen Bundesland Vorarlberg wurde von der Öffentlichkeit zum Teil stark kritisiert. So erschienen die Vorarlberger Nachrichten am 5./6. März 1988 mit dem Titel „Retortenbabys können nicht die Zukunft sein“. Zuvor war am 3. Dezember 1985 das erste IVF-Baby Vorarlbergs „Martin“ im Landeskrankenhaus Bludenz zur Welt gekommen.
Im Jahr 1988 gründete Herbert Zech in Bregenz das Institut für Reproduktionsmedizin und Endokrinologie als erste private Krankenanstalt zur In-vitro-Fertilisation in Österreich (heute: IVF Zentren Prof. Zech). Herbert Zech vergrößerte sein Unternehmen mit der Gründung von IVF-Instituten in Meran (2001), Niederuzwil (2002), Plzeň (2003) Salzburg (2005), Karlovy Vary (2008) und Vaduz (2012).